# Rezerwat przyrody Dolina Ilanki
Dolina Ilanki – największy torfowiskowo-leśny rezerwat przyrody w województwie lubuskim. Jest położony na terenie gminy Torzym, w powiecie sulęcińskim. Został utworzony na mocy Rozporządzenia Wojewody Lubuskiego Nr 11 z dnia 6 grudnia 2000 roku. Zajmuje powierzchnię 239,53 ha (akt powołujący podawał 239,23 ha).

## Ochrona
Celem ochrony rezerwatu jest zachowanie ze względów naukowych i dydaktycznych różnego rodzaju torfowisk, zespołów źródeł w obrębie naturalnego i półnaturalnego krajobrazu wyróżniającego się bogactwem flory, fauny i swoistych, rzadkich fitocenoz.
Według obowiązującego planu ochrony ustanowionego w 2016 roku (z późniejszymi zmianami), obszar rezerwatu objęty jest ochroną ścisłą (na powierzchni 86,69 ha), czynną (104,19 ha) i krajobrazową (48,65 ha).

## Charakterystyka rezerwatu
Rezerwat obejmuje najciekawszy przyrodniczo fragment doliny Ilanki z jeziorem Pniów. Dolina ma zróżnicowany charakter, na odcinku bliższym miasta Torzymia jej szerokość sięga 1,0 km. Rzeka meandruje tu wśród torfowisk niskich na podłożu wapiennym (ich łączna powierzchnia wynosi około 90,0 ha), jednych z najlepiej zachowanych na ziemi lubuskiej. Krawędź doliny jest wysoka, porośnięta lasami sosnowymi i bukowymi. Podłoże torfowisk jest silnie uwodnione. Jezioro Pniów otacza ruchome pło zarastające taflę wody. Torfowiska od wielu lat nie są użytkowane. W dalszej części dolina zwęża się, a Ilanka płynie wąwozem o silnie nachylonych ścianach, przypominając rzekę górską. Wąskim pasem obejmują ją lasy łęgowe, miejscami przechodzące w olsy. Do rzeki wpada tu kilka strumieni wypływających ze źródlisk na zboczach. W dalszym biegu dolina rozszerza się, a jej dno zajmują nieużytkowane, silnie podtopione łąki oraz lasy łęgowe.

## Flora i fauna
Na terenie rezerwatu stwierdzono występowanie ponad 380 gatunków roślin, z czego 320 to rośliny naczyniowe. Ochroną ścisłą objęte są m.in. storczyki – krwisty i szerokolistny, listera jajowata i kruszczyk błotny; wiele gatunków objęto ochroną częściową. Rezerwat jest największą w Polsce znaną ostoją zagrożonego situ tępokwiatowego.
Dolina Ilanki stanowi ważną ostoję zwierząt. Występuje tu około 80 gatunków ptaków, w tym bociany czarne, żurawie, pliszki górskie, dziwonie i pluszcze. Ze ssaków na uwagę zasługują wydra i bóbr, a z ryb – minóg strumieniowy i pstrąg potokowy.

## Inne formy ochrony przyrody
Od 2009 roku teren rezerwatu wchodzi w skład specjalnego obszaru ochrony siedlisk Natura 2000 „Dolina Ilanki” PLH080009 o powierzchni 2232,83 ha. Ponadto teren ten leży w granicach Obszaru Chronionego Krajobrazu Dolina Ilanki. Rezerwat sąsiaduje z utworzonym w 2017 roku rezerwatem torfowiskowym „Dolina Ilanki II”.